# Robe grosse
Robe grosse è il primo album in studio del disc jockey italiano Fish, pubblicato nell'ottobre 2005 dalla Doner Music.

## Descrizione
L'album ha visto la partecipazione in tutti i brani del rapper Esa, oltre anche alla presenza del cantante Retnek in gran parte delle canzoni.
Una riedizione dell'album venne pubblicata il 12 luglio 2006 e contiene due inediti, una versione in lingua spagnola della canzone Devastante e un DVD.

## Tracce

### Edizione del 2005
1. Grossa (feat. Esa) – 4:18
2. Resta ancora (feat. Esa & Retnek) – 3:46
3. Dove stiamo andando (feat. Esa & Retnek) – 3:43
4. Niente è per sempre (feat. Esa & Retnek) – 3:39
5. L'ho pagata cara (feat. Esa & Kelly Joyce) – 4:04
6. Adesso (feat. Esa & Retnek) – 3:25
7. Brucia da pazzi (feat. Esa, Mondo Marcio & Medda) – 3:38
8. Señorita (feat. Esa & Vacca) – 4:28
9. Scandalo al sole (feat. Esa & Kelly Joyce) – 3:34
10. Devastante (feat. Esa & Retnek) – 3:35
11. Cos'è che vuoi da me (feat. Esa & Kelly Joyce) – 3:15
12. Sei tu quello che voglio (feat. Esa, Retnek & Kelly Joyce) – 3:56
13. Entra nel club (feat. Esa & Mondo Marcio) – 4:52
14. Resta ancora RMX (feat. Esa & Retnek) – 4:24
15. Cos'è che vuoi da me RMX (feat. Esa & Kelly Joyce) – 4:17

### Riedizione del 2006
1. Grossa (feat. Esa) – 4:18
2. Resta ancora (feat. Esa & Retnek) – 3:46
3. Dove stiamo andando (feat. Esa & Retnek) – 3:43
4. Mi porti su (feat. Esa & Kelly Joyce)
5. Niente è per sempre (feat. Esa & Retnek) – 3:39
6. L'ho pagata cara (feat. Esa & Kelly Joyce) – 4:04
7. Adesso (feat. Esa & Retnek) – 3:25
8. Fa brutto (feat. Esa)
9. Brucia da pazzi (feat. Esa, Mondo Marcio & Medda) – 3:38
10. Señorita (feat. Esa & Vacca) – 4:28
11. Scandalo al sole (feat. Esa & Kelly Joyce) – 3:34
12. Devastante (feat. Esa & Retnek) – 3:35
13. Cos'è che vuoi da me (feat. Esa & Kelly Joyce) – 3:15
14. Sei tu quello che voglio (feat. Esa, Retnek & Kelly Joyce) – 3:56
15. Entra nel club (feat. Esa & Mondo Marcio) – 4:52
16. Tu es devastante (feat. Esa & Retnek)
17. Resta ancora RMX (feat. Tony Touch, Esa & Retnek) – 4:24
18. Cos'è che vuoi da me RMX (feat. Esa & Kelly Joyce) – 4:17